# David Manning (diplomate)
 (septembre 2019).
Si vous disposez d'ouvrages ou d'articles de référence ou si vous connaissez des sites web de qualité traitant du thème abordé ici, merci de compléter l'article en donnant les références utiles à sa vérifiabilité et en les liant à la section « Notes et références ».
David Manning, né le 5 décembre 1949, est un diplomate britannique.
Ambassadeur du Royaume-Uni aux États-Unis de 2003 à 2007, il est l'auteur du « Mémo Manning », note de synthèse d'une réunion de 2003 entre le président américain George W. Bush et le Premier ministre britannique Tony Blair sur la préparation de l'invasion de l'Irak.